# Beinn Sgritheall
Beinn Sgritheall är ett berg i Storbritannien.   Det ligger i kommunen Highland och riksdelen Skottland, i den nordvästra delen av landet, 700 km nordväst om huvudstaden London. Toppen på Beinn Sgritheall är 974 meter över havet, eller 632 meter över den omgivande terrängen. Bredden vid basen är 7,1 km.
Terrängen runt Beinn Sgritheall är huvudsakligen kuperad. Trakten runt Beinn Sgritheall är nära nog obefolkad, med mindre än två invånare per kvadratkilometer. Närmaste större samhälle är Glenelg, 7,0 km norr om Beinn Sgritheall. I omgivningarna runt Beinn Sgritheall växer i huvudsak blandskog.